# 森のレシオ
『森のレシオ』（英: Ratio of forest）は、NHK教育テレビジョンのプチプチ・アニメの枠で放送されている、1話5分の日本のストップモーション・アニメーション（人形アニメ）。

## 登場人物

### 主要人物
レシオ（Ratio）
本作の主人公の少女。ラジオ好きで、音を聞き取るのが得意。森の守り人であり、日々ジャモンと共に森を見回っている。とある目的の為に鍵を集めている。
ジャモン
レシオの相棒の毛むくじゃらな生き物。レシオと同じく森の守り人で、音叉の様な角を持つ。少し食いしん坊で、マイペースな性格。森の守り人として代々受け継がれるペンダントを首にさげている。

### サブキャラクター
コラーヤ・ターワ
太陽の精霊。花の様な形の頭を持つ。コンペイ糖を木に供えると下記の2人と共に現れ、恵みをもたらす。第1話のストーリー紹介ではこの3人は「森の神」と紹介されている。
パタング・ナハリッシュ
土の精霊。ヒョウタンの様な形の頭を持つ。
イエンゲポリクマナ
水の精霊。団子が6つ生えた様な形の頭を持つ。
グリブル
木馬と生き物の中間の不思議な動物。森の守り人のみが呼び出せる。
ジャータカ
木の神。オオカミの姿をしている。今は切り株のみになっている神木を守り続けている。自分の怪我の手当てをしてくれたレシオ達を神木まで案内する。
ヤップ
空の神。鳥の姿をしている。空高くから鳥かごを下界まで垂らして、物々交換を行っている。レシオ達の行いを審査する役目を持つ。甘噛みは信頼の証。
時の鳥
世界の歴史が記された、大きな本を照らす鳥。
サカキ、ナギ
ジャモンの両親（父がサカキで、母がナギ）。代々、森を守って来た森の守り人。
ミラクル・ガール
記憶（ストーリー紹介では思い出）の神。ウサギの着ぐるみを着ている。記憶を集めて誰かと誰かの記憶を繋いでいる。
白いちょうちょ
生きる記憶。泉に集まって、ミラクル・ガールと会話する。
花の門番
ミラクル・ガールがいる泉を入り口に立って守る番人。頭が虹色の花になっている。
もぐら
花の門番の相棒。黒いサングラスをかけ、オレンジ色のスカーフを巻いている。
ササおじさん、ユキおばさん
アライグマの夫婦。レシオ達と同じく、森の守り人。家の出入口を塞いた氷柱を退けたレシオ達にお礼として豆腐を振る舞う。
タマちゃん
チョウの赤ん坊。コンペイ糖を食べると口から糸を出せる。
ネム
レシオの親友の少女。氷で閉ざされた向こうの世界からやって来た。結晶の病（不治の病）に冒されている。
執事ロボCP
ネムの身の回りの世話をするロボット。第10話のストーリー紹介では「執事ロボ cp」と紹介されている。

## スタッフ
- アニメーション：村田朋泰[9]
- 音楽：田戸逹英[9]

## 各話リスト
| 話数 | サブタイトル               | 初回放送日     |
| ---- | -------------------------- | -------------- |
| #1   | レシオとジャモン           | 2010年3月26日  |
| #2   | ほこらのふしぎ             | 2010年11月1日  |
| #3   | 光のいせき                 | 2011年6月13日  |
| #4   | ちょうちょと青い泉         | 2012年1月23日  |
| #5   | こうかんトリ               | 2012年8月20日  |
| #6   | ゆりかごの木               | 2013年2月18日  |
| #7   | つららの音色               | 2013年8月19日  |
| #8   | ふねと白い糸               | 2014年11月17日 |
| #9   | すごろくの箱               | 2015年10月19日 |
| #10  | 根のせかい                 | 2016年9月19日  |
| #11  | まきがいのあかり           | 2017年11月20日 |
| #12  | 鏡のレシオ                 | 2019年12月30日 |
| #13  | みつのひみつ               | 2021年2月26日  |
| #14  | ながれ星の笛               | 2021年10月27日 |
| #15  | ふくふくへんげ             | 2022年9月16日  |
| #16  | エールとマーガ、旅立ちの日 | 2023年9月15日  |
| #17  | いつもふたりで             | 2024年8月16日  |
| #18  | 風の郵便屋さん             | 2025年8月20日  |